# Marantochloa similis
Marantochloa similis är en strimbladsväxtart som först beskrevs av François Gagnepain, och fick sitt nu gällande namn av François Pellegrin. Marantochloa similis ingår i släktet Marantochloa och familjen strimbladsväxter. Inga underarter finns listade.